# Fuga (muzyka)
Fuga (łac. fuga ucieczka, fugare gonić) – jedna z najbardziej kunsztownych form muzycznych, oparta na ścisłej polifonii i imitacji.
Fuga jest wielogłosowa (ma od 2 do 6 głosów) oraz ma jeden lub więcej tematów (zwykle do 4). Forma ta od momentu powstania w XVII wieku była swoistym sprawdzianem warsztatu kompozytorskiego twórcy. Była to  najważniejsza forma polifoniczna baroku, a najwyższą doskonałość osiągnęła w twórczości J.S. Bacha. Występują fugi instrumentalne (na instrument solowy, zespół instrumentalny) i chóralne. Może stanowić samodzielny utwór muzyczny lub część większej formy (mszy, sonaty, opery itd.). Ze względu na ścisłość rządzących nią reguł często porównywana jest do jednej z najbardziej kunsztownych form literackich – sonetu. Mniej zaawansowaną quasi-fugę, zazwyczaj dwugłosową, nazywa się fughettą, a określenie wykonawcze wskazujące na grę utworu „w stylu fugi” to fugato.

## Historia
Pod pojęciem fugi rozumiano w średniowieczu kontrapunkt, szczególnie w postaci kanonu. W tej formie konstruowane były chociażby pieśni ludowe. W okresie renesansu pod tą nazwą rozumiano wszelkie utwory pisane techniką imitacyjną. W XVIII w. fuga rozwinęła się z różnych form przeimitowanych, takich jak: ricercar, capriccio, fantazja.

## Klasyfikacja fug
Fugi klasyfikuje się w muzykologii według:
- liczby głosów – fugi dwugłosowe i wielogłosowe (najczęściej 3-4 gł.).
- aparatu wykonawczego – fugi wokalne, instrumentalne i wokalno-instrumentalne.
- liczby tematów – fugi jednotematowe (pojedyncze), dwutematowe (podwójne), trzytematowe (potrójne).

## Budowa fugi

### Temat (dux)
Ze względu na budowę i często wysoki stopień skomplikowania fugi, temat jest jednym z najważniejszych czynników decydujących o jej ostatecznym kształcie. Budowa tematu decyduje o kształcie wszystkich kontrapunktów, łączników i wszelkiego rodzaju motywów, jakie można znaleźć w fudze. Oprócz tego temat jest pewnego rodzaju odnośnikiem, punktem orientacyjnym, pozwalającym usystematyzować makroformę konkretnej fugi.
Temat fugi można zaklasyfikować w jedną z trzech zasadniczych grup:
- „attacco” – temat składający się z kilku zaledwie nut i w większości przypadków odznaczający się wyrazistą rytmiką[1][4][5].
- „andamento” – temat długi, najczęściej utrzymany w spokojnym tempie, zawierający się w przynajmniej 2-3 taktach, złożony z dwóch różnych pod wpływem rytmiki części, często zawierający wychylenie modulacyjne do innej tonacji[1][4][5].
- „soggetto” – wszystkie inne typy, liczące zwykle od półtora do kilku taktów – jest to najczęściej spotykany typ tematu[1][4][5].

Tematy andamento i soggetto posiadają swoją własną mikroformę – w wypadku tematu attaco nie można charakteryzować mikroformy ze względu na zbyt małe rozmiary tematu.

#### Motyw czołowy
Motyw czołowy to kilka pierwszych dźwięków tematu, ale również i kilka pierwszych dźwięków fugi. W utworze przy dużym zagęszczeniu głosów motyw czołowy pomaga oddzielić temat od pozostałej materii muzycznej i nadaje mu wyrazistość. Tkwiące w nim napięcie sprawia, że każdorazowy powrót tematu przykuwa uwagę słuchacza i nie przemija niezauważony. Z tego powodu powinien być to najbardziej charakterystyczny motyw spośród wszystkich, jakie kompozytor wykorzystuje w fudze. Tę charakterystyczność można osiągnąć na dwa sposoby:
- Poprzez zastosowanie odpowiedniej figury rytmicznej takiej jak synkopa, przedtakt, triola – w wypadku kiedy większość wartości rytmicznych w fudze stanowią wartości o podziale dwójkowym.
- Poprzez wprowadzenie charakterystycznego interwału – może to być zarówno konsonans, jak i dysonans.

#### Rozwinięcie tematu
Jest to najmniej charakterystyczna część tematu. Nie ma jasnych zasad określających, co powinna zawierać. Często zdarza się, że niemożliwe jest rozróżnienie motywu czołowego od rozwinięcia tematu. W wielu przypadkach druga część tematu jest rozwinięciem motywu czołowego, jego swego rodzaju wariacją, ale nie jest to ścisłą regułą.

#### Coda
Jest to zakończenie tematu mające na celu przygotowanie pierwszego wejścia kontrapunktu i modulację do tonacji comes. Z tych względów coda często oparta jest na materiale, jaki wystąpi w kontrapunkcie – czy to materiale rytmicznym (co zdarza się częściej), czy melodycznym. Ze względu na to, że po kodzie następuje dalsza część utworu, nie jest ona zakończeniem tematu, jeśli wziąć pod uwagę melodykę. Coda doprowadza do kontrapunktu, więc nie można tutaj powiedzieć o zakończeniu w ścisłym tego słowa znaczeniu – jest to tylko ostatnia część tematu.

### Ekspozycja
Ekspozycją nazywa się pierwsze przeprowadzenie tematu. Ekspozycja w fudze rządzi się szczególnymi prawami, od których nie ma wyjątku (w przypadku fugi barokowej) i dlatego używa się określenia ekspozycja, a nie pierwsze przeprowadzenie.
Główna różnica pomiędzy ekspozycją a innymi przeprowadzeniami polega na innym planie tonacji. W ekspozycji pierwszy pokaz tematu musi wystąpić w zasadniczej tonacji fugi – w tonacji dux. Kolejny pokaz musi występować w relacji kwinty czystej w górę lub w dół, albo kwarty czystej w górę lub w dół. Tonacja, w jakiej występuje drugi pokaz tematu, nazywana jest comes.
Ekspozycję rozpoczyna pokaz tematu solo, w tonacji dux. Po nim głos, który prowadził temat, przechodzi w kontrapunkt, a temat pojawia się w kolejnym głosie – jednak tym razem w tonacji comes. Następnie sytuacja się powtarza – drugi z głosów przechodzi w kontrapunkt, a temat pojawia się w trzecim z głosów – w tonacji dux. Schemat ten powtarza się w zależności od liczby głosów.

#### Odpowiedź realna a odpowiedź tonalna
Drugi i każdy kolejny pokaz tematu w ekspozycji może wystąpić w jednym z dwóch wyżej wymienionych wariantów: jeżeli w drugim pokazie tematu zostały zachowane wszystkie interwały występujące w pierwszym pokazie, to jest to odpowiedź realna. Jeżeli jednak kompozytor zmienił chociaż jeden interwał w celu dostosowania melodii tematu do tonacji comes, mowa wtedy o odpowiedzi tonalnej.

### Kontrapunkt
Kontrapunkt jest to materia muzyczna towarzysząca tematowi – za każdym razem gdy w jednym z głosów pojawia się temat, w pozostałych głosach pojawia się kontrapunkt. Temat może istnieć bez kontrapunktu tylko raz – sytuacja taka występuje w pierwszym pokazie tematu ekspozycji, gdy temat występuje solo. W fudze rozróżnić można dwa rodzaje kontrapunktu:
- Kontrapunkt stały – jest to melodia, która zawsze występuje z tematem. Gdy w jednym z głosów pojawia się temat, w którymś z pozostałych musi pojawić się kontrapunkt stały.
- Kontrapunkt zmienny lub swobodny – jest to melodia, która występuje równocześnie z tematem, jednak nie jest ona za każdym razem identyczna. Mogą bowiem występować jej wariacje, przekształcenia, kompozytor może również wprowadzić nowy materiał muzyczny.

W ramach jednej fugi może wystąpić dowolna liczba kontrapunktów swobodnych, a kontrapunktów stałych maksymalnie tyle, ile w fudze tematów.

### Łączniki – wewnętrzny i zewnętrzny
Oprócz ekspozycji i innych przeprowadzeń tematu w skład fugi wchodzą także łączniki – wewnętrzne i zewnętrzne. Różnica pomiędzy nimi polega na położeniu łącznika w fudze. Gdy ma on miejsce w ramach ekspozycji lub kolejnych przeprowadzeń, jest to łącznik wewnętrzny. Zwykle jest on krótszy od łącznika zewnętrznego (zawiera się w 1–2 taktach). Gdy łącznik występuje pomiędzy przeprowadzeniami, jest to łącznik zewnętrzny. Jego długość jest różna, od ok. 2 do nawet 20–30 taktów.
Materiał muzyczny wykorzystany w łącznikach jest całkowicie zależny od kompozytora – nie ma ścisłych reguł, na czym powinien być on oparty. Może być to fragment jednego z kontrapunktów, fragment tematu, ale kompozytor może tu także wprowadzić całkowicie nową myśl muzyczną.

### Coda
Cały utwór wieńczy coda, która jest podsumowaniem wszystkiego, co wydarzyło się w jego trakcie – tak więc zawiera fragmenty kontrapunktów, tematu, lub też cały temat. Częstym zjawiskiem w codzie fugi barokowej jest wykorzystanie nuty pedałowej na przestrzeni ostatnich kilku taktów.

## Przykładowe kompozycje w formie fugi (wybór)
- Johann Sebastian Bach – Das Wohltemperierte Klavier – BWV 846–893 – zbiór 24 preludiów i fug w dwóch tomach
- Johann Sebastian Bach – Kunst der Fuge – BWV 1080
- Johann Sebastian Bach – Toccata i fuga d-moll – BWV 565 – jedna z najsłynniejszych fug
- Robert Schumann – 6 fug na temat BACH na organy lub fortepian z pedałem, op. 60
- Max Reger – Fantazja i fuga na temat BACH, op. 46
- Dmitrij Szostakowicz – 24 preludia i fugi op. 87
- Ludwig van Beethoven – Wielka Fuga B-dur op. 133